# Knallkörper

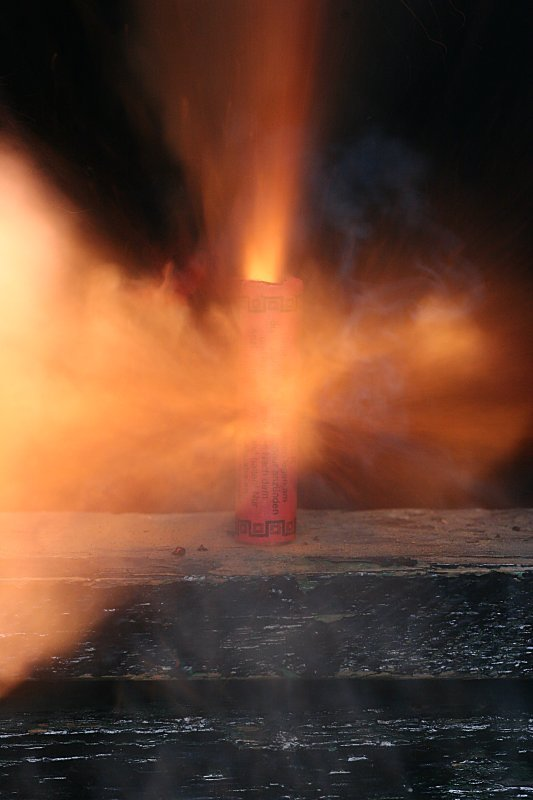
Explodierender Chinaböller

Die Bezeichnung Knallkörper, umgangssprachlich auch Knaller oder Böller, steht als Sammelbegriff für verschiedenartige pyrotechnische Gegenstände, die als Haupteffekt einen Knall erzeugen. Sie dienen primär der Vergnügung als Feuerwerkskörper, aber auch zu technischen Zwecken, etwa im Rahmen von künstlerischen Aufführungen (z. B. Bühnenknall) oder als Signalmunition. Ferner werden auch blinde Waffen, die nur mit Pulver geladen sind, als Knaller oder Böller bezeichnet.

## Aufbau

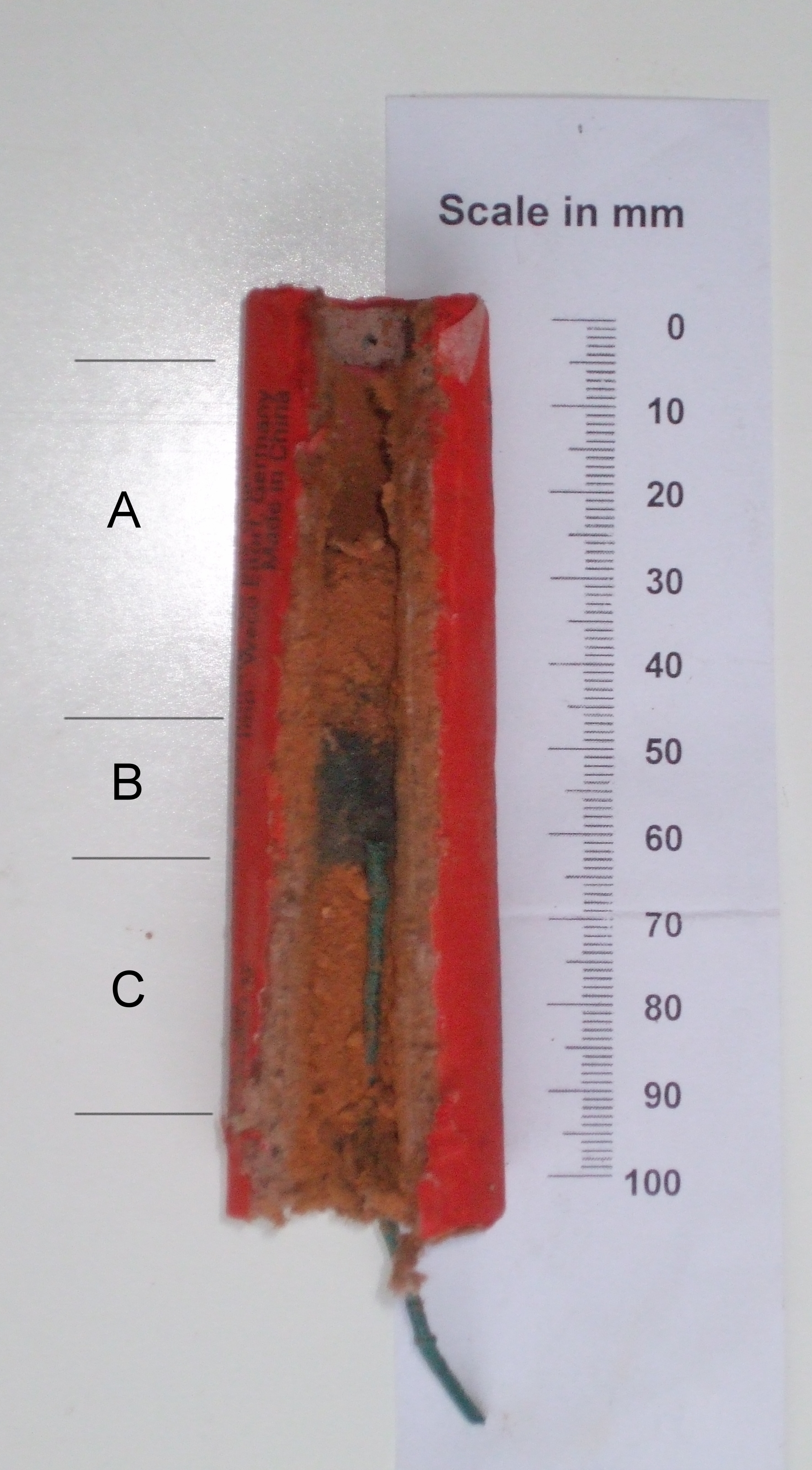
Längsschnitt durch einen Chinaböller. Nur Abschnitt „B“ ist Schwarzpulver (ca. ein Siebtel der Länge).

Knallkörper bestehen in der Regel aus einer harten Hülle aus geleimtem Papier oder (seltener) aus Kunststofffasern, die einen verhältnismäßig schwachen Explosivstoff enthält. In Deutschland dürfen frei verkäufliche Knallkörper, die der Kategorie F2 zugeordnet sind, ausschließlich Schwarzpulver als Effektsatz enthalten. Andere Mischungen, zum Beispiel mit Flashpulver aus Aluminiumpulver und Kaliumperchlorat, sind selbst in Kategorie F2 nur für Personen mit behördlicher Erlaubnis (s. Kapitel Zulässigkeit; ähnliches gilt für Kategorie F3) oder Pyrotechniker erlaubt. Außerhalb Deutschlands sind Knallkörper oft mit einem hochenergetischen Blitzknall-Satz gefüllt, der auch ohne stabile Hülse einen kräftigen, meist scharfen Knall erzeugt.
Zur Zündung dient eine Zündschnur oder ein Reibkopf wie bei einem Streichholz. Entgegen der landläufigen Meinung detoniert ein Knallkörper mit Schwarzpulverfüllung nicht, sondern seine Hülle zerreißt bedingt durch einen raschen Druckanstieg, welcher durch den Abbrand des Schwarzpulvers (Deflagration) hervorgerufen wird. Die Druckwelle breitet sich nicht mit Überschallgeschwindigkeit (bezogen auf das Schwarzpulver) aus. Im Gegensatz zu den deutlich schneller abbrennenden Metallpulver-Mischungen brennt Schwarzpulver mit 300 bis 600 m/s vergleichsweise langsam ab und überschreitet daher nicht in allen Fällen die Schallgrenze der Luft. Die Folge ist ein Knalleffekt, der etwas „weicher“ klingt als ein Blitzknallsatz. Neben dem Schwarzpulver enthalten Knallkörper auch gewöhnlichen Lehm oder rote Tonerde, um Hohlräume aufzufüllen und zu verdämmen.

## Geschichte
Das Wort Böller kommt aus der mittelalterlichen Kriegsführung. 1343 sind in Regensburg erstmals „pöler“ erwähnt, die auf einem Kriegszug mitgeführt wurden. Damit waren wohl kleine Schleudermaschinen gemeint (zu mittelhochdeutsch boln ‚schleudern‘). Später, in der Frühzeit der Feuerwaffen, bezeichnete das Wort kleine Kanonen für Signalschüsse. Hieraus hat sich die Tradition des Böllerschießens in Bayern und Österreich entwickelt.
Seit wann es Knallkörper im Sinne von Feuerwerkskörpern gibt, ist nicht genau bekannt. Es ist anzunehmen, dass sie ihren Ursprung in Salutschüssen haben, aus denen sich im Laufe der Jahrhunderte eigenständige Feuerwerkskörper entwickelten. Die Grundformen von Reibkopfknallern, Kanonenschlägen und Knallfröschen haben sich vermutlich im Laufe des 19. Jahrhunderts herausgebildet.

## Arten

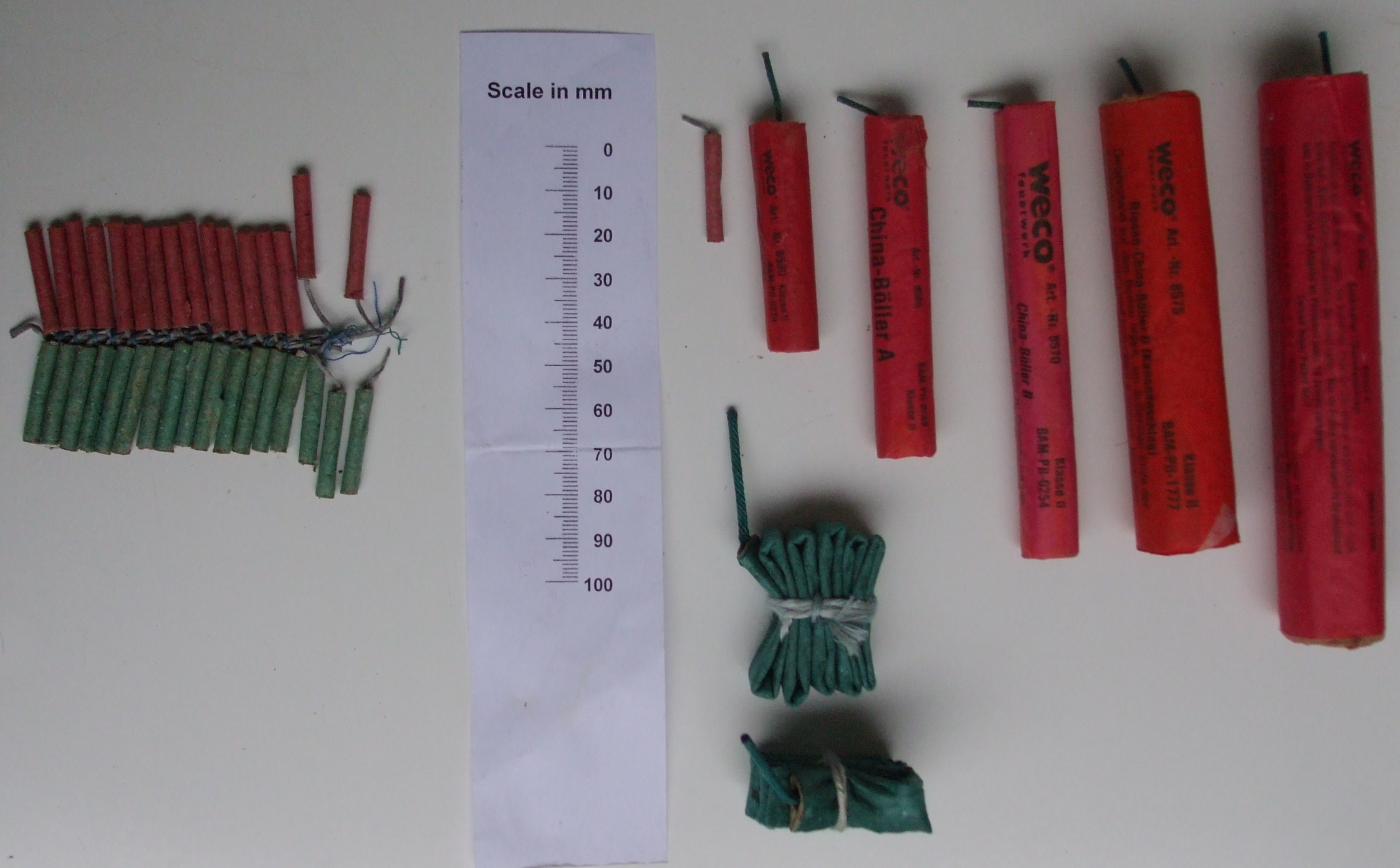
Verschiedene Knallkörper im Größenvergleich (in der Mitte unten grüne Knallfrösche)

### Chinaböller

Schematischer Aufbau eines Lady-Crackers

Als Chinaböller werden zylindrische Knallkörper mit chinesischer Zündschnur bezeichnet. Sie werden meist in der Volksrepublik China produziert und von dort importiert und sind in Mitteleuropa weit verbreitet. Typisch ist die Verpackung aus rotem Seidenpapier. Sie sind meist mit Schwarzpulver gefüllt (in Deutschland generell). In Deutschland sehr verbreitete Varianten sind 440 (oft als Pyrocracker bezeichnet), 460 (Chinaböller A), 480 (Chinaböller B), 490 (Chinaböller D), 500 (Superböller I) und 510 (Superböller II). Die Zahlenangaben sind (ehemalige) Normen für die Maße der Chinaböller; heutige Böller sind in der Regel mittlerweile etwas kleiner. Seltener sind die Größen 450 (Petarde) und 470 (Chinaböller C). Als Knallkörperketten werden Böller bezeichnet, die zu Matten gebündelt sind. In Deutschland waren Lady-Cracker (40er oder 70er Matten) und Paket-Cracker (etwas größer, 20er oder 30er Matten) üblich. Früher gab es diese kleinen Knallkörper auch einzeln; sie waren als Pfennigschwärmer, Judenfürze (Franken und Schwaben), Mickeferz (Pfalz), Zisselmännchen (Westfalen) oder Piepmanscher (Norddeutschland) bekannt, in der Schweiz ist die Bezeichnung Frauenfurz geläufig. Die Firma Weco nennt ihre Paket-Cracker Miniknaller. Diese wurden zuletzt ungebündelt mit einzelnen Zündschnüren verkauft. Seit 2009 sind in Deutschland auch wesentlich längere Matten mit Lady- oder Paket-Crackern sowie Matten aus größeren Böllersorten erhältlich. In anderen Ländern, vor allem in China, werden extrem lange Matten mit tausenden Knallkörpern verkauft. Sie sind oft kuchenförmig aufgewickelt und werden daher als cakes bezeichnet.
Gebinde einer definierten Zahl an Chinaböllern werden umgangssprachlich als Schinken bezeichnet. Ein Schinken Chinaböller A besteht beispielsweise aus 240 und ein Schinken Chinaböller D aus 80 einzelnen Krachern. Die Bezeichnung „Schinken“ rührt von der früher üblichen Verpackungsweise in rotes Seidenpapier her. Heute werden dafür zumeist Kartons verwendet.

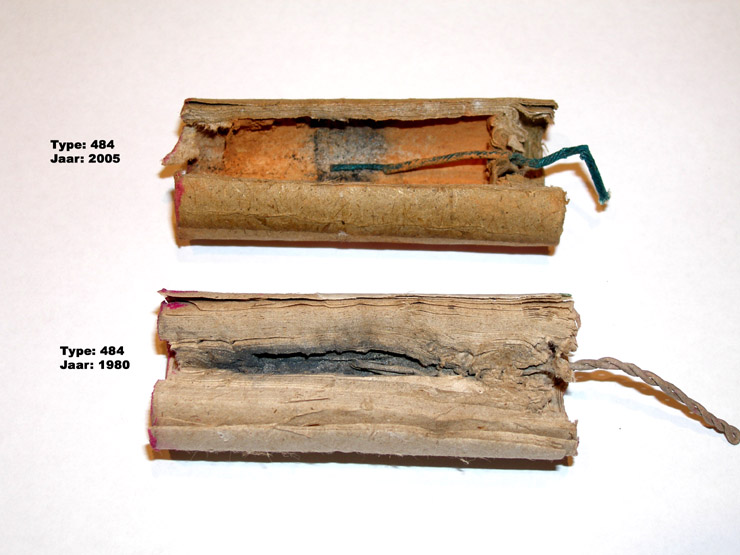
Chinaböller-Vergleich 1980 und 2005

#### Geschichte
Ursprünglich dominierten Knallkörper aus deutscher Fertigung das Angebot in Deutschland. Bereits vor dem Zweiten Weltkrieg gab es aber schon chinesische Miniknaller- und Knallmatten. Chinaböller kamen in der Bundesrepublik in den 1960er Jahren auf. Die Zerlegung der Böller erfolgte in etliche kleine Papierschnipsel. Die Zündschnüre waren grau und brannten recht schnell und unregelmäßig ab. Außerdem war die Chinesische Zündschnur (Chinese Fuse) feuchtigkeitsempfindlich. In den 1970ern kamen D-Böller und Anfang der 1980er die Superböller hinzu, die damals hochwertig verarbeitet und sehr laut waren. Die Labels der Chinaböller-Päckchen waren oft liebevoll gestaltet. Legendär waren das Tigerhead-Label, Bo Peep, der Baron Münchhausen und andere.
Insbesondere die größeren D- und Superböller waren damals oft erheblich lauter als heute. Anders als landläufig angenommen ist dies nicht Folge eines zu strengen Gesetzesrahmens in Deutschland. Dieser lässt 120 dB in acht Metern Entfernung zu, die von den meisten heutigen Chinaböllern jedoch nicht mehr annähernd erreicht werden. Die Qualitätseinbußen zeigen sich anhand geringerer Wandstärke und verringertem Schwarzpulvergehalt.

#### Aufbau
Bei einem Chinaböller handelt es sich im klassischen Sinne um einen zylindrischen Knallkörper aus aufgerolltem Papier, in dessen Innerem sich eine Schwarzpulver-Seele befindet. An den Enden ist das Papier zugekrempelt, um die für Schwarzpulverknaller erforderliche Verdämmung zu erreichen. Die Zündung erfolgt über eine Zündschnur. Das Zerplatzen des Chinaböllers erfolgte in viele Papierschnipsel ohne zurückbleibende Stummel. Ende der 1990er wurde diese Bauart grundlegend geändert, einerseits aus Brandschutzgründen, da die vielen Papierschnipsel zuweilen zum Nachglimmen neigten, andererseits, um die Produktion durch ein neues Patent zu automatisieren. Seither haben Chinaböller eine mittig platzierte Schwarzpulverkapsel (anstatt der vorher auf die ganze Länge durchzogenen Schwarzpulverseele). Die Enden wurden fortan mit roter Tonerde gestopft. Die klassische Chinese Fuse wurde allmählich durch die zuverlässigere grüne Chinese Green Visco ersetzt. Die Krempelung des hinteren Böllerendes wurde im Laufe der 1990er Jahre aufgegeben. Seit Mitte der 2000er Jahre wird auch das vordere Böllerende meist nicht mehr gekrempelt, sondern verleimt. Seit 2016 werden auf dem deutschen Markt unter anderem von der Firma Funke auch wieder Knallkörper in der traditionellen, handgefertigten China-Böller-Bauweise mit Schwarzpulverseele und zugekrempelten Enden angeboten. Diese haben anstatt der Chinese Green Visco (grüne Visco) wieder die klassische Chinese Fuse (oft als „graue Lunte“ bezeichnet). Sie weisen wieder eine mit früheren China-Böllern vergleichbare Lautstärke auf und sind in den Klassen F2 oder P1 zugelassen.

### Zylindrischer Kanonenschlag

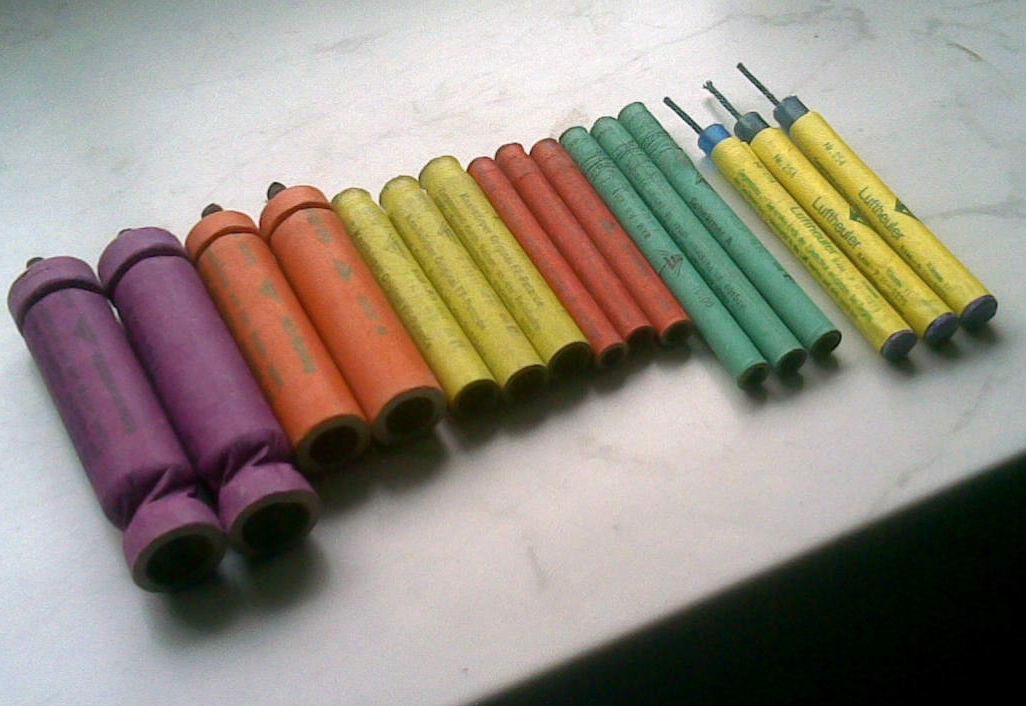
Deutsche Kanonenschläge und Reibkopfknaller aus den 1990er Jahren

Ein „Kanonenschlag“ ist ein meist rot gefärbter, zylindrischer, mit einer festen Schicht aus Pappe und Leim sauber verarbeiteter Knallkörper mit Sicherheitsanzündschnur, die oben einen Schwarzpulverkopf trägt (auch als Bickford-Pulveranzündschnur bezeichnet). Oft besitzen größere Kanonenschläge eine sogenannte Würgung im unteren, teils auch im oberen Bereich. Der Knall ist meist laut und tief. Traditionell waren Kanonenschläge hochpreisige Qualitätsprodukte aus Deutschland. Gegenwärtig befinden sich vor allem Nachbauten aus China am Markt, die sich infolge des niedrigeren Preises durchgesetzt haben. Bei diesen Nachempfindungen handelt es sich gemäß ihrer Bauart meist um größere Chinaböller mit geringfügigen Modifikationen. Verarbeitungsqualität und Effektstärke unterscheiden sich deutlich von den in Deutschland gefertigten Kanonenschlägen. Letztere werden gegenwärtig (2020) nur noch von einer großen sowie von zwei kleineren deutschen Firmen hergestellt.

### Kubischer Kanonenschlag

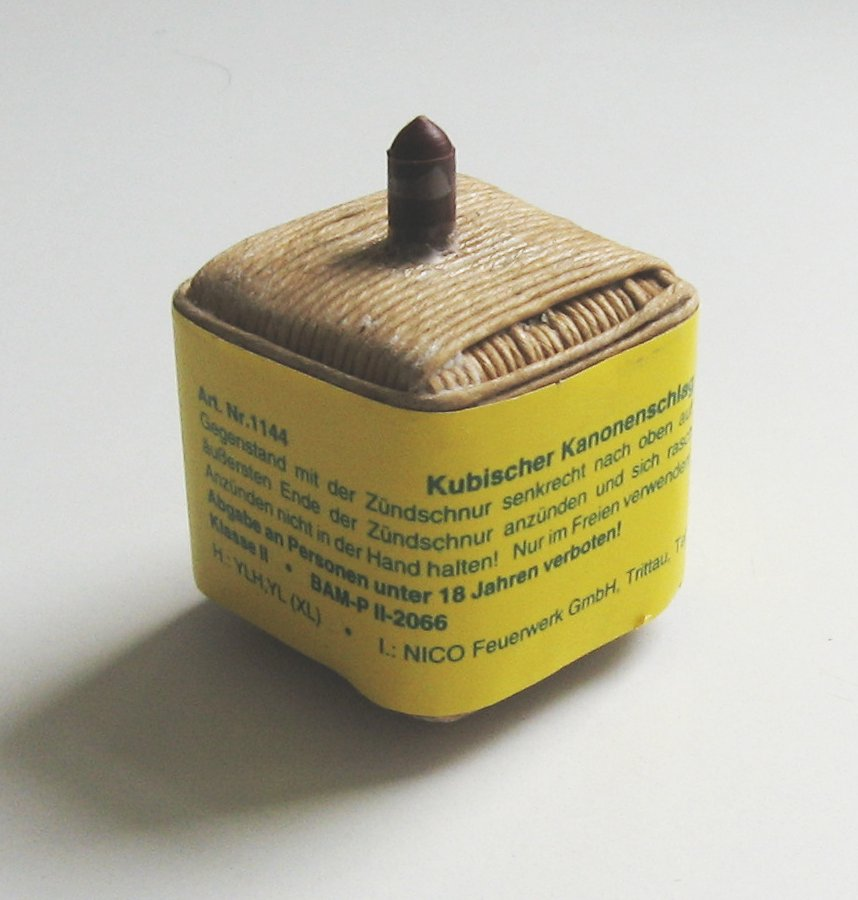
Kubischer Kanonenschlag

Ein „Kubischer Kanonenschlag“ ist ein gedrungener Knallkörper in Würfelform, der nach der Zündung mit einem besonders dumpfen Knall explodiert. Er ist daran zu erkennen, dass der Würfel oberflächendeckend dreiachsig dicht mit Hanfspagat bandagiert und geleimt ist. Die rund einen halben Zentimeter breite Zündschnur, die den Böller von innen heraus explodieren lässt, ist durch eine Plastikkappe geschützt, die verhindert, dass die Zündschnur nass wird oder sich ungewollt entzündet. Kubische Kanonenschläge wurden jahrzehntelang – in verschiedenen Größen – in Deutschland hergestellt. In den 1990ern ließen die ersten deutschen Feuerwerksfirmen diese auch in der Volksrepublik China produzieren. Kurz nach Mitte der 2000er-Jahre stellte auch die letzte Firma die Produktion in Deutschland ein. Seitdem werden kubische Kanonenschläge nur noch in China hergestellt. In Norddeutschland ist für diesen Knallkörper auch die Bezeichnung Bienenkorb geläufig.

### Reibkopfböller

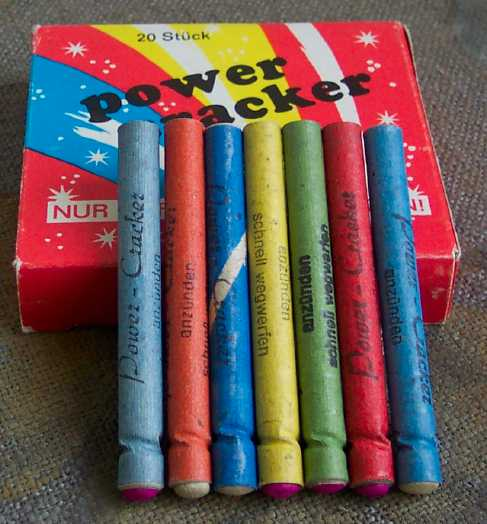
Reibkopfknaller „Power Cracker“ aus dem ehemaligen VEB Pyrotechnik Silberhütte

„Reibkopfböller“ bzw. „Reibkopfknaller“ sind kleine, lange zylindrische Knallkörper. Sie haben statt einer Zündschnur einen Reibkopf ähnlich dem Kopf von Zündhölzern. Man zündet sie durch Reiben an einer Streichholzschachtel oder speziellen Reibbrettern. Sie wurden erstmals in Österreich mit Blitzknallsatz produziert. Derzeit in Deutschland erhältliche Reibkopfknaller sind mit relativ geringen Mengen Schwarzpulver befüllt und erzielen daher meist keinen besonders lauten Knall. Die DDR war für die Herstellung hochwertiger Reibkopfknaller mit Blitzknallsatz (Harzer Knaller, Filou, Blitzschläge, Power Cracker usw.) bekannt. Zur Wiedervereinigung mussten die Knaller an die in der BRD damals zulässigen 115 dB und das BKS-Verbot angepasst werden. Im Jahre 2006 wurde die Produktion des Original Harzer Knallers, des letzten noch in Silberhütte hergestellten Reibkopfknallers, endgültig eingestellt. Seitdem dominieren chinesische Imitate wie Knaller nach Harzer Art den Markt. Diese sind zwar preiswert, aber bezüglich ihrer Qualität und Lautstärke nicht mit den ehemaligen deutschen Produkten vergleichbar. Auch westdeutsche Traditionsknaller sind inzwischen weitgehend verschwunden. Die etwas dickeren Reibkopfknaller (Petarde, Böller A, Reibkanonenschläge) werden nicht mehr hergestellt. Legendär waren Teufelsknaller und Harzer Hexenknall, die vor dem Knall noch einen Goldregen versprühten. Schwärmer hatten früher teilweise einen Sprüheffekt, der so stark war, dass er den Knallkörper parallel zum Boden fliegen ließ, bevor er sich mit einem Knall zerlegte. Der Sprüheffekt der Schwärmer wurde aufgrund geänderter gesetzlicher Bestimmungen in den 1990er Jahren abgeschwächt, so dass sie vor dem Knall nicht mehr fliegen konnten. Dadurch unterschieden sie sich, mit Ausnahme einer meist nach wie vor vorhandenen Goldregenphase vor dem Knall, nicht mehr von gewöhnlichen Reibkopfknallern (die letzten als Schwärmer vermarkteten Reibkopfknaller waren die Schwärmer A von Comet). Gegenwärtig (2016) produziert nur noch ein Produzent einige Reibkopfknaller in Deutschland, zum Beispiel Deutsche Kracher. In anderen Ländern sind Reibkopfknaller oft mit Blitzknallsatz befüllt und daher erheblich lauter als die in Deutschland erhältlichen Produkte. Vor allem in Österreich weit verbreitet sind als Piraten bezeichnete Reibkopfknaller; deren Verwendung im Ortsgebiet ist jedoch gesetzlich verboten. Im Zuge der EU-Harmonisierung ist ein BKS-Verbot in Reibkopfböllern allerdings auch für andere EU-Länder vorgesehen.

### Knallfrösche

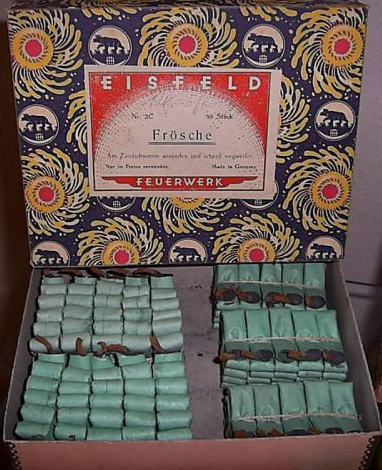
Historische, große Knallfrösche

Ein „Knallfrosch“ ist meist grün und sieht aus wie gefaltetes Papier. Er besteht aus einer einzigen Ladung, die durch mehrfaches Knicken und Falten während der Produktion in mehrere Ladungen aufgeteilt wird. Eine Zündschnur, die den Explosivkörper vom Anfang bis zum Ende durchläuft, zündet diese nacheinander. Konstruktionsbedingt springt der Knallfrosch dann unkontrolliert umher. Knallfrösche werden in Deutschland nicht mehr hergestellt, sondern nur noch in China und nach Deutschland importiert.

### Knallziehschnur
Eine „Knallziehschnur“ (auch „Knall-Kids“ oder „Firecracker“ genannt) besteht aus einer ca. 40 Zentimeter langen Schnur, in deren Mitte sich ein ca. vier Zentimeter langer Knallkörper befindet, dessen Durchmesser nur wenige Millimeter beträgt. Durch schnelles Auseinanderziehen der beiden Schnurenden wird eine Explosion ausgelöst, die aber wesentlich schwächer ist als bei den übrigen Knallkörperarten. Daher sind Knallziehschnüre in Klasse I eingestuft und dürfen von Personen ab zwölf Jahren – mit Beaufsichtigung einer erwachsenen Person auch unter zwölf Jahren – das ganze Jahr über verwendet werden. Da beim Knall mitunter feurige Stücke aufsteigen, sind sie nur noch selten im Angebot.

### Knallerbse
Ebenfalls zur Kategorie F1 (Ganzjahresfeuerwerk) zählen Knallerbsen. Eine Besonderheit dieses kleinen Scherzartikels ist die Verwendung eines Initialsprengstoffs, nämlich Silberfulminat, was in der Kategorie F1 auch in Deutschland für Knallkörper zulässig ist. Allerdings enthält eine Knallerbse eine derart geringe Satzmenge, dass keine Gefahr davon ausgeht. Durch die Reibung in Krepppapier eingewickelter Steinchen detoniert der Initialsprengstoff, wenn die Knallerbse fest auf eine stabile Unterlage geworfen wird. Dass es sich tatsächlich um Silberfulminat handelt, erkennt man daran, dass sich nach der Explosion an den Steinchen elementares Silber angesetzt hat. Knallerbsen werden zum Schutz vor vorzeitiger Detonation in Sägespäne abgepackt, in der Regel zu 50 Stück. Es gibt sie auch in groß, zu zehn Stück pro Dose.

## Verfügbarkeit
Knallkörper der Kategorie F1 dürfen ganzjährig verkauft und abgebrannt werden. Meistens sind sie in Deutschland jedoch nur zu besonderen Anlässen wie in den Wochen vor Halloween oder Silvester im Angebot größerer Handelsketten zu finden. Kleine Einzelhändler, wie z. B. manche Kioske oder auch Fachhändler und Onlineshops sowie größere Supermarktketten bieten Kategorie-F1-Feuerwerk auch ganzjährig an.
Knallkörper der Kategorie F2 dürfen in Deutschland nur an den drei letzten Werktagen des Jahres verkauft und nur an Silvester und Neujahr abgebrannt werden. Erteilung von Ausnahmegenehmigungen sind möglich. Der Verkauf vor Silvester läuft vor allem über große Handelsketten (Discounter, Supermärkte, Baumärkte, Möbelhäuser, Restpostenläden und Drogerieketten). Früher wurde Feuerwerk auch von vielen kleinen Einzelhändlern wie z. B. Drogerien, Spiel- und Schreibwarenläden sowie Kiosken verkauft. Gelegentlich haben diese auch heute noch Feuerwerk im Angebot, mitunter aus recht alten Beständen. Seit einigen Jahren gibt es auch diverse Onlineshops sowie Fachhändler, über die Knallkörper erworben werden können. Eine eventuelle Lieferung von Artikeln der Kategorie F2 darf – ohne Vorliegen einer Ausnahmegenehmigung beim Besteller – jedoch erst kurz vor Silvester zu den gesetzlich festgelegten Verkaufszeiten erfolgen. In Österreich ist die Abgabe von Knallkörpern der Kategorie F2 das ganze Jahr erlaubt, abgebrannt werden dürfen sie ganzjährig aber nur außerhalb geschlossener Ortschaften.

## Zulässigkeit
Zu allgemeinen Informationen über die Rechtslage siehe Pyrotechnik. Die Zulässigkeit von Knallkörpern im Speziellen ist geregelt:
Deutschland – Im Sprengstoffgesetz:
- Knallkörper und Feuerwerkstechnik muss eine deutschsprachige Gebrauchsanleitung mit Sicherheitshinweisen enthalten.
- Feuerwerkskörper der Kategorie F1 dürfen von minderjährigen Personen benutzt werden, wobei eine Abgabeempfehlung von zwölf Jahren eingehalten werden sollte, oder die Verwendung unter Aufsicht einer erwachsenen Person stattfindet. Pyrotechnische Gegenstände der Kategorie F1 dürfen nicht lauter sein als 120 dBA, gemessen aus einem Meter Entfernung. Knallkörper in Definition eines rein akustischen Effektes sind von einer möglichen Zulassung in Kategorie F1 ausgenommen.
- Knallkörper bzw. Feuerwerkskörper der Kategorie F2 dürfen nur an Personen überlassen und von diesen verwendet werden, die 18 Jahre oder älter sind. Sie dürfen ohne eine anders lautende Ausnahmegenehmigung nur Silvester und Neujahr (nach § 23 der 1. SprengV) genutzt werden. Nach den mittlerweile EU-weiten Bestimmungen dürfen sie nicht lauter sein als 120 dbA, gemessen in acht Meter Entfernung.
- Angaben über die Nettoexplosivmasse (NEM). Für den Endverbraucher gelten pro Knallkörper max. 6 Gramm, bei Batterien max. 600 Gramm
- Knallkörper der Kategorie F2 mit Blitzknallsatz dürfen nur an Personen mit behördlicher Erlaubnis abgegeben werden (§ 20 IV der 1. SprengV)
- Feuerwerkskörper beider Kategorien müssen ein gültiges CE-Zeichen mit einer gültigen vierstelligen Prüfnummer aufweisen.
- Zusätzlich können in der Kategorie P1 technische Schallerzeuger an über 18-Jährige vertrieben werden. Diese dürfen auch andere pyrotechnische Sätze als Schwarzpulver enthalten, der Einsatz zu reinen Vergnügungszwecken ist allerdings nicht gestattet. Erwerb und Verwendung unterliegen keiner zeitlichen Beschränkung.[16]

Österreich – Im Pyrotechnikgesetz:
- Feuerwerkskörper der Kategorie F1 dürfen von Personen ab Vollendung des 12. Lebensjahres benutzt werden.
- Knallkörper bzw. Feuerwerkskörper der Kategorie F2 dürfen nur von Personen benutzt werden, die das 16. Lebensjahr vollendet haben.
- Feuerwerkskörper beider Klassen müssen ein gültiges CE-Zeichen sowie eine gültige Registrierungsnummer aufweisen.

Tschechien:
- Grundsätzlich gilt, dass dort erworbene Feuerwerkskörper nur im Staatsgebiet abgebrannt werden dürfen.
- Die Gesetzessituation erlaubt den ganzjährigen Verkauf zum „Zwecke des Vergnügens“.
- Für das Abbrennen gibt es lokal abhängige zeitliche Einschränkungen, für höhere Kategorien sind Genehmigungen notwendig.
- Pyrotechnik für „Zwecke des Vergnügens“ müssen der Norm ČSN EN 15947 entsprechen und gekennzeichnet sein. Auch ist die Kategorie verpflichtend auf der Verpackung.
- Pyrotechnik der Kategorie F1 darf nur an Personen verkauft werden, die 15 Jahre oder älter sind.
- Pyrotechnik der Kategorie F2 darf nur an Personen verkauft werden, die 18 Jahre oder älter sind.
- Pyrotechnik der Kategorie F3 darf nur an Personen verkauft werden, die 21 Jahre oder älter sind. Die Kategorie F3 ermöglicht eine Ausnahme für jüngere Personen, wenn diese einen Befähigungsschein für Pyrotechnik vorlegen.
- Pyrotechnik der Kategorie F4 darf ausschließlich von Inhabern eines Befähigungsschein für Pyrotechnik erworben werden.
- Der Verkäufer ist verantwortlich für die Altersprüfung und wird bei Ordnungswidrigkeiten geahndet.[17]
- Die Behörden prüfen stichprobenartig die Einhaltung der Gesetze und klären Händler auf.[18]
- Bei größeren Handelsketten aus Deutschland wie Lidl, Kaufland oder Penny kann es vorkommen, dass die Pyrotechnik den deutschen Sonderbestimmungen entsprechen.

### Illegale Knallkörper und Einfuhr
Bei illegalen Knallkörpern fehlt eine Zulassung gemäß der staatlichen Gesetze (z. B. Eigenlaborate) oder die Zulassung ist gefälscht. Möglich ist auch, dass Knallkörper nur für Personen mit pyrotechnischer Befähigung oder behördlicher Erlaubnis zugelassen sind (Kategorien T2, P2, F3 oder F4) und in falsche Hände gelangt sind. Diese Knallkörper können eine weitaus größere Lautstärke und Zerstörungskraft aufweisen als für den üblichen Endverbraucher bestimmte Feuerwerkskörper. Erschwerend kommt hinzu, dass eine F2-Zulassung („Silvesterfeuerwerk“) nicht zwingend bedeutet, dass der Feuerwerkskörper in Deutschland zu Silvester abgebrannt werden darf, dazu gelten in Deutschland zusätzliche Einschränkungen (siehe unten).
Durch die Europäische Union haben sich die Gesetze in EU-Mitgliedsstaaten angeglichen, so dass die Einfuhr aus einem anderen EU-Staat unter Umständen möglich ist. Damit ist in Deutschland auch die BAM-Nummer mit einer Übergangsfrist erloschen und durch die EU-weite CE-Kennzeichnung mit Registriernummer ersetzt worden. Eine fiktive Registriernummer: 0589 – F2 – 1234.
- Die ersten vier Ziffern weisen darauf hin, dass die Registriernummer durch die deutsche BAM vergeben ist.
- F2 steht für Feuerwerk der Kategorie F2.
- 1234 ist eine fortlaufende Nummer.

Die ursprünglichen BAM-Kennzeichnungen (bspw. BAM-PII-XXXX) ist seit 2017 nicht mehr gültig. Diese Knallkörper dürfen nicht mehr verkauft werden.
Eine deutschsprachige Gebrauchsanweisung mit Sicherheitshinweisen mit Angabe der Nettoexplosivmasse (NEM) ist erforderlich. Deutschland hat bei der Neuregelung der Gesetze zusätzliche Regelungen und Einschränkungen berücksichtigt, dadurch sind erhebliche Unterschiede zum EU-Ausland vorhanden. In einigen EU-Staaten ist der Erwerb und Verwendung derartiger Feuerwerkskörper jedoch für Volljährige (Kategorie F2) auch ohne besondere Erlaubnis erlaubt und werden dort im regulären Einzelhandel angeboten. Diese zusätzlichen Regelungen verbieten die Einfuhr nach Deutschland folgender Objekte:
- Knallkörper und Knallkörperbatterie mit Blitzknallsatz
- Rakete mit mehr als 20 g Nettoexplosivstoffmasse
- Schwärmer
- pyrotechnische Gegenstände mit Pfeifsatz als Einzelgegenstand[19][20]

## Knallkörper als Signalmunition und blinde Waffe

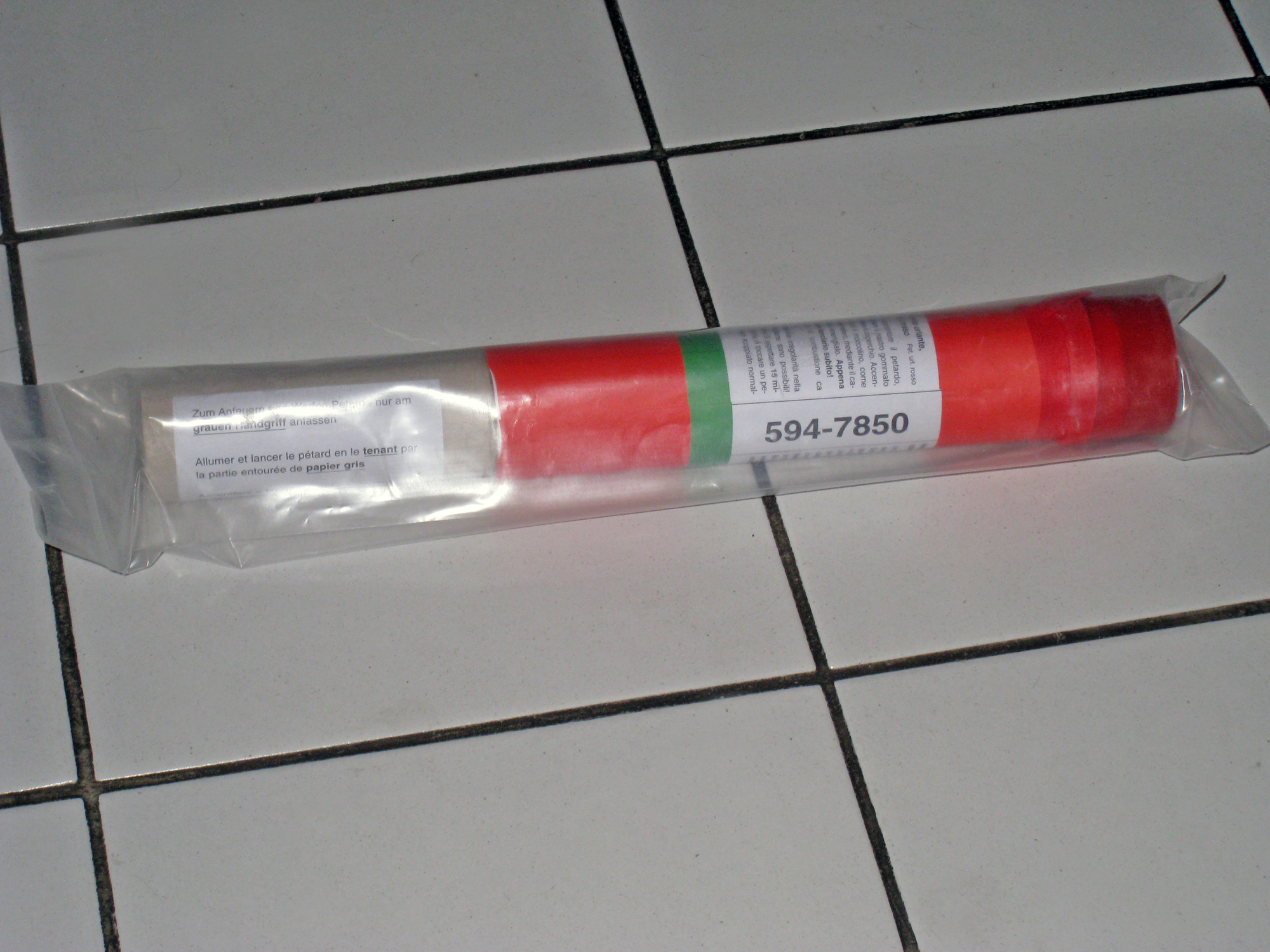
Kombinierter Heul-, Knall- und Rauchkörper zur Simulation von Artilleriebeschuss in der Ausbildung

Mit dem Begriff Böller wurden ursprünglich blinde Waffen, also Kanonen, Gewehre oder Pistolen bezeichnet, die nur mit Pulver geladen und für Salutschüsse abgefeuert wurden. Zweck dieser Salutschüsse waren in der Regel feierliche Anlässe. Als Kinderspielzeug ist noch heute die Knallerpistole bekannt, deren Pulverplättchen ebenfalls einen Knall erzeugen, ohne dass dabei ein Geschoss abgefeuert wird. Als Signalmunition werden Knallkörper unter anderem vom Militär verwendet. Sogenannte Schreckschusswaffen können ebenfalls mit Knallkörpern bestückt werden. Der Knalleffekt dient in diesem Fall als Signal oder auch zur Einschüchterung. Der Kauf und Besitz von Schreckschusswaffen ist Volljährigen erlaubt, der Umgang mit geladenen Schreckschusswaffen außerhalb des eigenen Besitztums ist in Deutschland jedoch nur mit einem kleinen Waffenschein gestattet.

## Unfälle
- In einem Haus in Kapfenstein, Steiermark, wurden illegal Feuerwerkskörper hergestellt. Am 17. November 2014 kam es dort zu einer Explosion, die ein Haus grundlegend zerstörte und darin zwei Menschen, Vater und Sohn, tötete. Häuser im Umkreis von zwei Kilometern wurden beschädigt, der Schaden auf etwa eine Million Euro geschätzt. Als Ursache wurde Hantieren mit einem explosiven Pulver angegeben. Nachdem noch etwa 5000 Böller entfernt und kontrolliert gesprengt wurden, sprach der Entschärfungsdienst des Innenministeriums die Tatort-Sicherheit aus.[22]
- In Deutschland wurde in den Jahren 2020 und 2021 der Verkauf von Feuerwerk untersagt, um die Zahl der Unfälle zu reduzieren, damit die schon durch Corona belasteten Krankenhäuser nicht noch weiter belastet werden.

## Gesundheitsrisiken
Der Schalldruckpegel eines explodierenden Knallkörpers kann bis zu 160 dB betragen. Ein derart hoher Schalldruckpegel kann zu einem Knalltrauma führen und Gehörschäden wie Hörverlust und auch Tinnitus (Klingeln in den Ohren) verursachen. Ein einzelner Knall reicht bereits aus, um solche Schäden zu verursachen. Das menschliche Gehör ist eines der empfindlichsten Sinnesorgane überhaupt. Konsequenzen können ein Leben lang bestehen. Gehörschäden gelten (Stand: 2023) als unheilbar.
Um Gehörschäden vorzubeugen, kann ein Gehörschutz getragen werden und es empfiehlt sich, einen ausreichenden Abstand zu explodierenden Knallkörpern einzuhalten.